# Технологічність
Технологічність (рос. технологичность, англ. adaptability to manufacture, нім. Fertigungsgerechtheit f) — відповідність продукції вимогам економічної технології її використання. Технологічність забезпечується при розробці конструкції виробу. Технологічною називається така конструкція виробу або його складових елементів (деталей, вузлів, механізмів), яка забезпечує задані експлуатаційні якості продукції і дозволяє при даній серійності виготовляти її з найменшими затратами праці та матеріалів. Технологічна конструкція характеризується простотою форм і компоновки. Розташування окремих елементів забезпечує зручність та мінімальну трудоємність в процесі зборки, ремонтних робіт.
Оцінити технологічність можна за такими показниками:
- -	трудомісткість виготовлення;
- -	матеріалоємність та маса конструкції;
- -	ступінь конструктивної стандартизації та уніфікації;
- -	собівартість виробу.

Інша номенклатура показників технологічності конструкції виробів: 
- 1) за трудомісткістю;
- 2) за собівартістю;
- 3) за уніфікацією і взаємозамінністю;
- 4) за витратами матеріалу;
- 5) за обробкою;
- 6) за складом конструкції.